# Андре Воллебе
Андре Герхард Воллебе (нім. André Gerhard Wohllebe; 9 січня 1962, Берлін — 29 грудня 2014, там само) — німецький весляр-байдарочник, виступав за збірну Німеччини від початку 1980-х до середини 1990-х років. Чемпіон літніх Олімпійських ігор у Барселоні, володар двох бронзових олімпійських медалей, восьмиразовий чемпіон світу, багаторазовий переможець і призер першостей національного значення.

## Життєпис
Народився в Берліні, в тій частині міста, яка належала до Східної Німеччини. Активно займатися веслуванням на байдарці почав у ранньому дитинстві, проходив підготовку в місцевому спортивному клубі «Берлін-Грюнау».
Першого серйозного успіху на дорослому міжнародному рівні досягнув у сезоні 1981 року, коли потрапив до основного складу національної збірної НДР і побував на чемпіонаті світу в англійському Ноттінгемі, звідки привіз бронзову нагороду, яку виграв у змаганнях чотиримісних екіпажів на дистанції 1000 метрів. Два роки по тому на світовій першості у фінському Тампере разом зі своїм напарником Франком Фішером завоював у двійках дві золоті медалі: на п'ятистах метрах і на тисячі. Розглядався як кандидат для участі в літніх Олімпійських іграх 1984 року в Лос-Анджелесі, проте країни соціалістичного табору з політичних причин бойкотували ці змагання, і замість цього він виступив на альтернативному турнірі «Дружба-84».
1985 року на чемпіонаті світу в бельгійському Мехелені Воллебе здобув золото в програмі четвірок на п'ятистах метрах. У наступному сезоні на аналогічних змаганнях у Монреалі захистив чемпіонське звання в четвірках на півкілометровій дистанції і став чемпіоном в двійках на кілометрі, поступившись лідерством екіпажу з Румунії. Завдяки низці вдалих виступів удостоївся права захищати честь країни на Олімпійських іграх 1988 року в Сеулі — виграв бронзові медалі на тисячі метрів в одиночних байдарках і четвірках, в першому випадку програв у фіналі американцю Грегу Бартону й австралійцеві Гранту Девісу, тоді як у другому пропустив уперед спортсменів з Угорщини та СРСР. Також брав участь у змаганнях двійок на п'ятистах метрах, де зумів вийти у фінал, але у вирішальному заїзді показав лише сьомий результат.
На чемпіонаті світу 1989 року в болгарському Пловдиві Воллебе здобув бронзу в заліку чотиримісних байдарок на дистанції 1000 метрів. У наступному сезоні на світовій першості в польській Познані повторив це досягнення й додатково виграв срібло в четвірках на п'ятистах метрах.
1991 року на чемпіонаті світу в Парижі в складі екіпажу, куди також увійшли веслярі Томас Райнек, Детлеф Гофман і Олівер Кегель, Воллебе завоював одразу три медалі у змаганнях байдарок-четвірок: дві золоті на п'ятистах і десяти тисячах метрів, і срібну на кілометрі (у фіналі поступився команді Угорщини). Бувши одним з лідерів збірної об'єднаної Німеччини, успішно пройшов кваліфікацію на Олімпійські ігри 1992 року в Барселоні, де цього разу здобув на кілометровій дистанції четвірок золоту медаль, крім нього до складу екіпажу входили Райнек, Воллебе і Маріо фон Аппен.
Ставши олімпійським чемпіоном, Андре Воллебе ще протягом декількох років залишався в основному складі національної збірної й продовжував брати участь в найбільших міжнародних регатах. Так, 1993 року виступив на чемпіонаті світу в Копенгагені й знову виграв медалі у трьох дисциплінах чотиримісних байдарок: срібло на п'ятистах метрах, золото на кілометрі і на десяти кілометрах, ставши таким чином восьмиразовим чемпіоном світу. У 1994 і 1995 роках на першості світу в Мехіко і на домашньому чемпіонаті світу в Дуйсбурзі здобув бронзові медалі в четвірках на 1000 м і 200 м відповідно. Невдовзі після цих змагань вирішив завершити кар'єру професійного спортсмена. За видатні спортивні досягнення тричі нагороджувався орденами «За заслуги перед Вітчизною» (1984, 1986, 1988).
Залишивши великий спорт, 1996 року зайнявся бізнесом, разом зі своїм багаторічним партнером по команді Франком Фішером був власником магазину спортивного інвентарю в Берліні. Помер 29 грудня 2014 року від раку підшлункової залози.